# Deževni gozd
Deževni gozdovi so gozdovi, za katere so značilne zaprta in neprekinjena drevesna krošnja, vegetacija, odvisna od vlage, prisotnost epifitov in lian ter odsotnost požarov v naravi. Deževne gozdove lahko na splošno razvrstimo kot tropske deževne gozdove ali zmerne deževne gozdove, opisane pa so bile tudi druge vrste.
Ocene se gibljejo od 40 % do 75 % vseh biotskih vrst, ki so avtohtone v deževnih gozdovih. V tropskih deževnih gozdovih je morda še vedno nešteto vrst rastlin, žuželk in mikroorganizmov neodkritih. Tropske deževne gozdove imenujejo »dragulji Zemlje« in »največja svetovna lekarna«, saj je bilo tam odkritih več kot četrtina naravnih zdravil.
Deževni gozdovi in endemične vrste deževnih gozdov hitro izginjajo zaradi krčenja gozdov, posledične izgube habitata in onesnaževanja ozračja.

## Definicija
Za deževni gozd je značilna zaprta in neprekinjena drevesna krošnja, visoka vlažnost, prisotnost vegetacije, odvisne od vlage, vlažna plast listnega odpada, prisotnost epifitov in lian ter odsotnost požarov v naravi. Največja območja deževnega gozda so tropski ali zmerni deževni gozdovi, opisane pa so tudi druge vegetacijske združbe, vključno s subtropskim deževnim gozdom, obalnim deževnim gozdom, oblačnim gozdom, trtastim grmičevjem in celo suhim deževnim gozdom.

### Tropski deževni gozd
Za tropske deževne gozdove je značilno toplo in vlažno podnebje brez večje sušne sezone: običajno jih najdemo znotraj 10 stopinj severno in južno od ekvatorja. Povprečne mesečne temperature v vseh mesecih v letu presegajo 18 °C. Povprečna letna količina padavin ni manjša od 168 cm in lahko preseže 1000 cm, čeprav se običajno giblje med 175 cm in 200 cm.
Številni tropski gozdovi na svetu so povezani z lokacijo monsunskega korita, znanega tudi kot medtropska konvergenčna cona. Širša kategorija tropskih vlažnih gozdov je v ekvatorialnem pasu med Rakovim povratnikom in Kozorogovim povratnikom. Tropski deževni gozdovi obstajajo v jugovzhodni Aziji (od Mjanmara (Burme)) do Filipinov, Malezije, Indonezije, Papuanske Nove Gvineje in Šrilanke; tudi v podsaharski Afriki od Kameruna do Konga (Kongoški deževni gozd), Južni Ameriki (npr. amazonski deževni gozd), Srednji Ameriki (npr. Bosawás, južni polotok Jukatan - El Peten - Belize - Calakmul), Avstraliji in na pacifiških otokih (kot so Havaji). Tropski gozdovi so bili imenovani »Zemljina pljuča«, čeprav je zdaj znano, da deževni gozdovi s fotosintezo prispevajo malo neto dodatka kisika v ozračje.

### Zmerni deževni gozd
Tropski gozdovi pokrivajo velik del sveta, vendar se zmerni deževni gozdovi pojavljajo le v nekaj regijah po svetu. Zmerni deževni gozdovi so deževni gozdovi v zmernih območjih. Pojavljajo se v Severni Ameriki (na pacifiškem severozahodu na Aljaski, v Britanski Kolumbiji, Washingtonu, Oregonu in Kaliforniji), v Evropi (deli Britanskega otočja, kot so obalna območja Irske in Škotske, južna Norveška, deli zahodnega Balkana vzdolž jadranske obale, pa tudi v Galiciji in obalnih območjih vzhodnega Črnega morja, vključno z Gruzijo in obalno Turčijo), v vzhodni Aziji (na južni Kitajski, v višavju Tajvana, večjem delu Japonske in Koreje ter na otoku Sahalin in sosednji ruski Daljni vzhodni obali), v Južni Ameriki (južni Čile) in tudi v Avstraliji in Novi Zelandiji.

### Suhi deževni gozdovi
Suhi deževni gozdovi imajo bolj odprto plast krošnje kot drugi deževni gozdovi, in so na območjih z manj padavinami (630–1100 mm). Običajno imajo dve plasti dreves.

## Plasti
Tropski deževni gozd ima običajno več plasti, vsaka z različnimi rastlinami in živalmi, prilagojenimi za življenje na tem določenem območju. Primeri vključujejo nadzemno, krošnjo, podzemlje in gozdna tla.

### Nadzemna plast
Nadzemna plast vsebuje majhno število zelo velikih dreves, imenovanih nadzemna, ki rastejo nad splošno krošnjo in dosegajo višino 45–55 m, čeprav občasno nekaj vrst zraste do 70–80 m visoko. Morajo biti sposobna prenesti visoke temperature in močne vetrove, ki se na nekaterih območjih pojavljajo nad krošnjami. V tej plasti živijo orli, metulji, netopirji in nekatere opice.

### Krošnja
Krošnja plast vsebuje večino največjih dreves, običajno visokih od 30 do 45 metrov. Najgostejša območja biotske raznovrstnosti so v gozdni krošnji, bolj ali manj neprekinjenem pokrovu listja, ki ga tvorijo sosednje krošnje dreves. Po nekaterih ocenah v krošnjah gozda živi 50 odstotkov vseh rastlinskih vrst. Epifitske rastline se pritrdijo na debla in veje ter pridobivajo vodo in minerale iz dežja in naplavin, ki se nabirajo na podpornih rastlinah. Favna je podobna tisti v nastajajoči plasti, vendar bolj raznolika. Domneva se, da v krošnjah deževnega gozda živi četrtina vseh vrst žuželk. Znanstveniki že dolgo sumijo na bogastvo krošenj kot habitata, vendar so šele pred kratkim razvili praktične metode za njihovo raziskovanje. Že leta 1917 je naravoslovec William Beebe izjavil, da »še vedno ni treba odkriti še ene celine življenja, ne na Zemlji, temveč od sto do dvesto metrov nad njo, ki se razteza čez tisoče kvadratnih milj«. Pravo raziskovanje tega habitata se je začelo šele v 1980-ih, ko so znanstveniki razvili metode za doseganje krošenj, kot je streljanje vrvi v drevesa s samostreli. Raziskovanje krošenj je še vedno v povojih, vendar druge metode vključujejo uporabo balonov in zračnih ladij za lebdenje nad najvišjimi vejami ter gradnjo žerjavov in poti, zasajenih na gozdnih tleh. Znanost o dostopu do krošenj tropskih gozdov se imenuje dendronavtika.

### Podrast
Plast podrasti leži med krošnjami in gozdnimi tlemi. V njej živijo številne ptice, kače in kuščarji, pa tudi plenilci, kot so jaguarji, udavi in leopardi. Listi so na tej ravni veliko večji in žuželke so bogate. V podzemni plasti je prisotnih veliko sadik, ki bodo zrasle do ravni krošenj. Le približno 5 % sončne svetlobe, ki sije na krošnje deževnega gozda, doseže podzemlje. To plast lahko imenujemo grmičasta plast, čeprav se grmičasta plast lahko šteje tudi za ločeno plast.

### Gozdna tla
Gozdna tla, najnižja plast, prejmejo le 2 % sončne svetlobe. V tej plasti lahko rastejo le rastline, prilagojene šibki svetlobi. Daleč od rečnih bregov, močvirij in jas, kjer najdemo gosto podzemlje, so gozdna tla zaradi nizkega prodiranja sončne svetlobe relativno brez vegetacije. Vsebujejo tudi razpadajoče rastlinske in živalske snovi, ki hitro izginejo, ker topli in vlažni pogoji spodbujajo hitro razpadanje. Številne oblike gliv, ki rastejo tukaj, pomagajo pri razgradnji živalskih in rastlinskih odpadkov.

## Živalstvo in rastlinstvo
Več kot polovica svetovnih vrst rastlin in živali je v deževnih gozdovih. Deževni gozdovi podpirajo zelo široko paleto favne, vključno s sesalci, plazilci, dvoživkami, pticami in nevretenčarji. Med sesalci so lahko primati, mačke in druge družine. Med plazilci so kače, želve, kameleoni in druge družine; ptice pa vključujejo družine, kot sta vangidae in cuculidae. V deževnih gozdovih najdemo na desetine družin nevretenčarjev. Glive so prav tako zelo pogoste v deževnih območjih, saj se lahko hranijo z razpadajočimi ostanki rastlin in živali.
Velika raznolikost vrst v deževnih gozdovih je v veliki meri posledica raznolikih in številnih fizičnih zatočišč, tj. krajev, kjer so rastline nedostopne mnogim rastlinojedcem ali kjer se živali lahko skrijejo pred plenilci. Številna zatočišča, ki so na voljo, imajo tudi veliko večjo skupno biomaso, kot bi bila sicer mogoča.
- Medved Kermode iz Velikega medvedjega deževnega gozda v Kanadi
- Bengalski tiger v narodnem parku Mudumalai v Indiji
- Jaguar v amazonskem deževnem gozdu v Južni Ameriki
- Zahodna nižinska gorila v afriškem deževnem gozdu
- Orangutani v Tanjung Putingu v Indoneziji
- Rumena anakonda živi v porečju Amazonke
- Bradač v narodnem parku Silent Valley v Indiji
- Ara v amazonskem deževnem gozdu

Nekatere vrste favne kažejo trend upadanja populacij v deževnih gozdovih, na primer plazilci, ki se hranijo z dvoživkami in plazilci. Ta trend zahteva natančno spremljanje. Sezonskost deževnih gozdov vpliva na reproduktivne vzorce dvoživk, kar lahko neposredno vpliva na vrste plazilcev, ki se hranijo s temi skupinami, zlasti vrste s specializiranim prehranjevanjem, saj je manj verjetno, da bodo uporabljale alternativne vire.

## Prst
Kljub rasti vegetacije v tropskem deževnem gozdu je kakovost tal pogosto precej slaba. Hitro bakterijsko razpadanje preprečuje kopičenje humusa. Koncentracija železovih in aluminijevih oksidov zaradi procesa laterizacije daje oksisolom svetlo rdečo barvo in včasih povzroča mineralne usedline, kot je boksit. Večina dreves ima korenine blizu površine, ker pod površino ni dovolj hranil; večina mineralov dreves prihaja iz zgornje plasti razpadajočih listov in živali. Na mlajših substratih, zlasti vulkanskega izvora, so tropska tla lahko precej rodovitna. Če se drevesa deževnega gozda posekajo, se lahko dež nabira na izpostavljenih površinah tal, kar povzroča odtekanje in začetek procesa erozije tal. Sčasoma nastanejo potoki in reke, poplave pa postanejo možne. Za slabo kakovost tal obstaja več razlogov. Prvič, tla so zelo kisla. Korenine rastlin se za absorpcijo hranil zanašajo na razliko v kislosti med koreninami in zemljo. Ko so tla kisla, je razlika majhna in zato se hranila iz zemlje malo absorbirajo. Drugič, vrsta glinenih delcev, prisotnih v tleh tropskega deževnega gozda, ima slabo sposobnost lovljenja hranil in preprečevanja njihovega izpiranja. Tudi če ljudje umetno dodajajo hranila v tla, se ta večinoma sperejo in jih rastline ne absorbirajo. Nenazadnje so ta tla revna zaradi velike količine dežja v tropskih deževnih gozdovih, ki hranila iz zemlje izpira hitreje kot v drugih podnebjih.

## Ogroženost deževnega gozda
Izginila je že več kot polovica deževnih gozdov. Značilni primer je Brazilija. Deževni gozd so pljuča planeta. S krčenjem pospešujemo učinek tople grede. Leta 2004 so v Braziliji uničili več kot 26.000 km² deževnega gozda. Z golosekom zaradi hitrega dobička so ogrožene številne živalske in rastlinske vrste. Deževni gozd tudi požigajo, da bi pridobili površine za kmetovanje. Te površine so po nekaj setvah osiromašene. Les dreves deževnega gozda je zelo dragocen. Drevesa rastejo v specifičnih pogojih in so zelo odporna na vremenske spremembe. Za zunanjo uporabo je primeren mahagonij in tikovec, medtem ko se za izdelavo glasbil uporablja les palisandra in ebenovine. 

## Človeška uporaba
Tropski deževni gozdovi so vir lesa in nekaterih proizvodov živalskega izvora, kot so meso in kože. So zanimiva turistična destinacija. Veliko živil je prvotno prišlo iz tropskih gozdov. Nekatera živila sedaj gojijo na plantažah, kjer je bil prej prvotni gozd. Iz rastlin se pridobivajo zdravila, ki so jih uporabljali za kugo, glivične okužbe, opekline, prebavne težave, bolečine, težave z dihanjem in zdravljenje ran.

## Učinek deževnega gozda na svetovno podnebje
Naravni deževni gozd absorbira in oddaja velike količine ogljikovega dioksida. Vendar v dolgoročnem pogledu ne prikazuje bistvenih sprememb, saj ima majhen neto vpliv na ravni atmosferskega ogljikovega dioksida. Ima pa druge vremenske vplive; vpliva na oblikovanje oblakov in na kroženje vode. Človek povzroča krčenje gozdov in pri tem igra negativno vlogo pri svetovnih količinah ogljikovega dioksida. Zaradi sprememb v podnebju nastaja suša in nekatera drevesa zaradi tega izumirajo.